# ᶔ
ᶔ, appelé epsilon réfléchi hameçon rétroflexe ou epsilon réfléchi crochet rétroflexe, est une lettre latine anciennement utilisée dans l'alphabet phonétique international à partir de 1947, rendu obsolète en 1976. En 1989, le symbole alternatif avec le crochet rhotique, ɝ, est officiellement adopté, tout comme pour les autres voyelles.

## Représentations informatiques
Le schwa hameçon rétroflexe peut être représenté avec les caractères Unicode suivants : 
- composé (Supplément phonétique étendu) :

| formes    | représentations | chaînes de caractères | points de code | descriptions                                                |
| --------- | --------------- | --------------------- | -------------- | ----------------------------------------------------------- |
| minuscule | ᶔ               | ᶔ                     | U+1D94         | lettre minuscule latine epsilon réfléchi hameçon rétroflexe |

- avant l’ajout de U+1D94 à Unicode 4.1 en 2005, décomposé (Alphabet phonétique international, diacritiques) :

| formes    | représentations | chaînes de caractères | points de code | descriptions                                                                     |
| --------- | --------------- | --------------------- | -------------- | -------------------------------------------------------------------------------- |
| minuscule | ɜ̢               | ɜ◌̢                    | U+025C U+0322  | lettre minuscule latine epsilon réfléchi diacritique hameçon rétroflexe souscrit |